# Hesja-Nassau
Hesja-Nassau (niem. Hessen-Nassau) – prowincja pruska, utworzona w 1868 r. z dawnego elektoratu Hesja-Kassel, księstwa Nassau, Wolnego Miasta Frankfurtu i kilku heskich, bawarskich i innych drobnych posiadłości.
W 1866 roku elektor Fryderyk Wilhelm w wojnie austriacko-pruskiej stanął po stronie Austrii i dlatego po pruskim zwycięstwie jego ziemie zostały wcielone do Królestwa Prus.

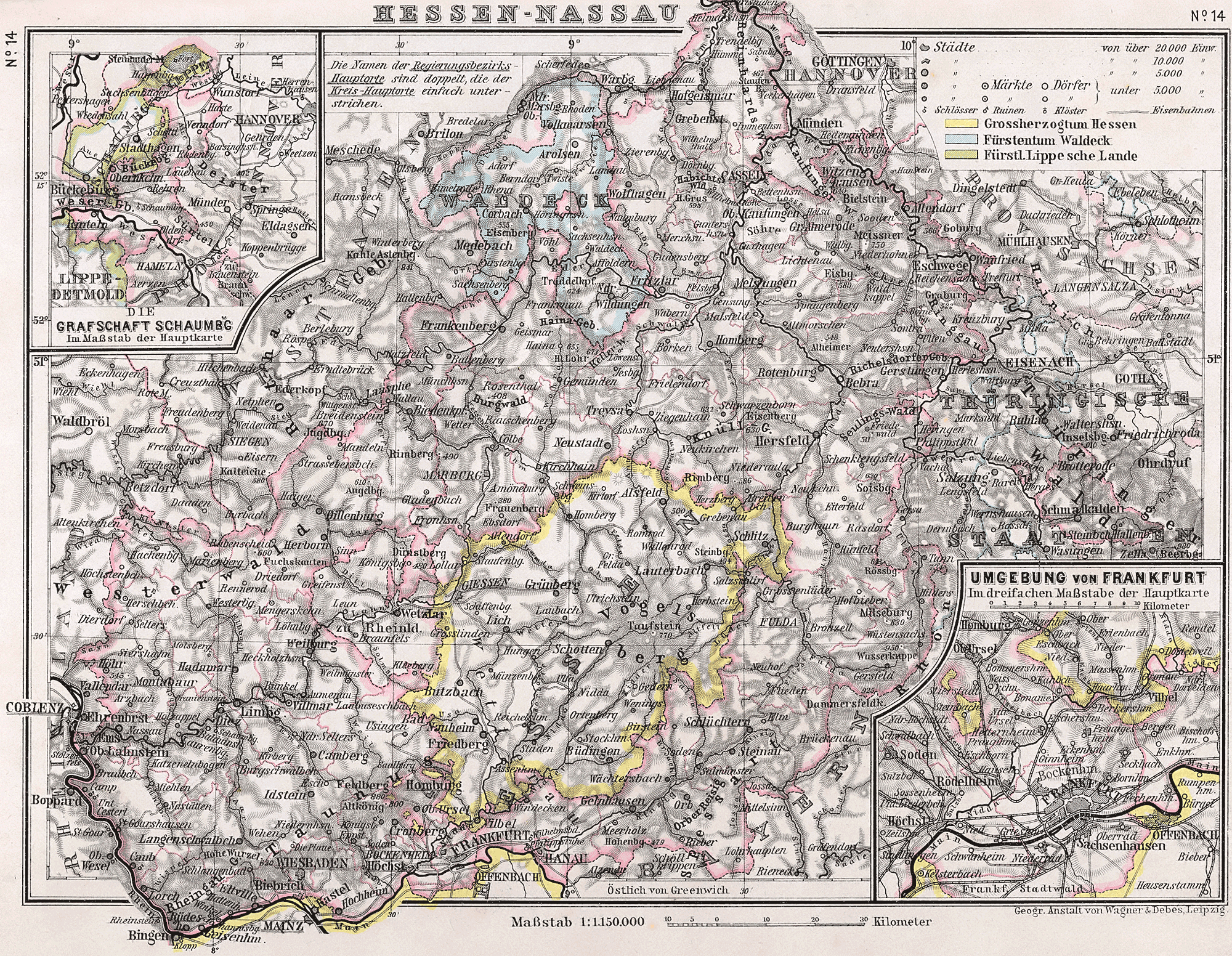
Hesja-Nassau w 1905 r.